# Schlufterweg (Weimar)
Im Weimarer Ortsteil Oberweimar gibt es den Schlufterweg, benannt Schlufter oder Schluftergraben, was eine Bezeichnung für den Oberlauf des Papierbachs ist. 
Er ist ein von der Bahnhofstraße abzweigender Verbindungsweg, der am Hang des Papiergrabens verläuft und im unteren Teil mit bescheidenen Häuschen bebaut ist, im oberen Teil mit lockerer Bebauung und zum Teil mit Gärten. Er reicht bis zum Am Mägdeborn. Es ist der Bereich des Quellenbergs. Eine Straße heißt  auch  so.
Im Jahre 1512 hieß der Weg ym Schloffter, 1525 im Slofter, 1542 Im schlufter, 1874 Im Schlüfter., was bedeutet im Graben. Er war offenbar einstmals ein Hohlweg. Dieser war wohl durch die Fuhrwerke entstanden, verbunden mit Eintiefungen, die von der Schneeschmelze herrühren. Die Bezeichnung leitet sich vom mittelhochdeutschen Sluft ab, wovon auch das Wort Schlucht abstammt, was ein enges Felsental meint. Diese wiederum quert die Ilmtalstörung die Schichten des oberen Muschelkalks und des unteren Keupers schneidend.